# Цолькін

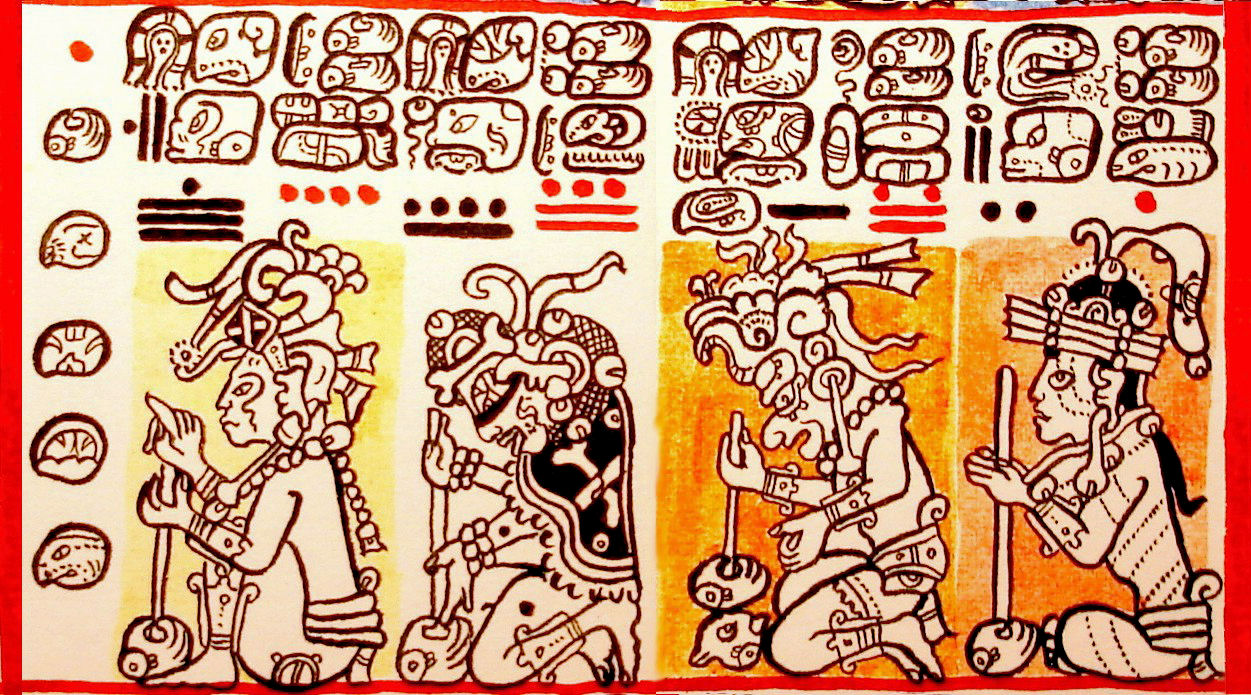
Календар цолькін у дрезденському кодексі

Цолькін (Tzolk'in — «рахунок днів» мовою кіче) — священний календар мая, що складається з 260 днів, розбитих на 13 і 20 циклів по 20 і 13 днів відповідно. Цей календар використовували насамперед для релігійних цілей, як розклад священних церемоній та засіб передбачення сприятливих та несприятливих днів. Аналогічний календар тональповаллі мали ацтеки та інші народи Мезоамерики.
Крім цолькіна у мая був сонячний календар хааб завдовжки 365 днів для сільгоспробіт і календар довгого рахунку для абсолютного датування події днями від дати створення світу.
Цолькін і нині використовують серед громад мая в гірських районах Гватемали і серед індіанських громад мексиканських штатів Чіапас, Оахака та Веракрус.
Невідомо, як стародавні мая називали цей календар. Маяніст Вільям Едмонд Ґейтс узяв за основу слово «порядок днів» сучасною мовою кіче, і цей термін став загальноприйнятим у фахівців.

## Рахунок днів за цолькіном
Дні в циклі довжиною 13 нумерують числами. У циклі довжиною 20 кожен день має свою назву та графічне позначення — гліф. При переході до наступного дня збільшується на 1 номер (до 13 і далі циклічно) і одночасно змінюється його найменування відповідно до порядку найменувань у циклі довжиною 20 (до двадцятого і далі циклічно). Таким чином, дві наступні одна за одною дати завжди відрізняються і номером, і найменуванням. Повтор дат починається після досягнення найменшого спільного кратного довжини циклів — 260. Нижче наведено цолькін у табличній формі із сучасними назвами днів (назва дня юкатанською мовою XVI століття). Відлік дат ведеться порядко́во.
|      | 1        | 2        | 3        | 4        | 5        | 6        | 7        | 8        | 9        | 10       | 11       | 12       | 13       |
| 1.ª  | Imix     | Ik       | Kan      | Akbal    | Chicchan | Cimi     | Manik    | Lamat    | Muluc    | Oc       | Chuen    | Eb       | Ben      |
| 2.ª  | Ix       | Men      | Cib      | Caban    | Etznab   | Cauac    | Ahau     | Imix     | Ik       | Kan      | Akbal    | Chicchan | Cimi     |
| 3.ª  | Manik    | Lamat    | Muluc    | Oc       | Chuen    | Eb       | Ben      | Ix       | Men      | Cib      | Caban    | Etznab   | Cauac    |
| 4.ª  | Ahau     | Imix     | Ik       | Kan      | Akbal    | Chicchan | Cimi     | Manik    | Lamat    | Muluc    | Oc       | Chuen    | Eb       |
| 5.ª  | Ben      | Ix       | Men      | Cib      | Caban    | Etznab   | Cauac    | Ahau     | Imix     | Ik       | Kan      | Akbal    | Chicchan |
| 6.ª  | Cimi     | Manik    | Lamat    | Muluc    | Oc       | Chuen    | Eb       | Ben      | Ix       | Men      | Cib      | Caban    | Etznab   |
| 7.ª  | Cauac    | Ahau     | Imix     | Ik       | Kan      | Akbal    | Chicchan | Cimi     | Manik    | Lamat    | Muluc    | Oc       | Chuen    |
| 8.ª  | Eb       | Ben      | Ix       | Men      | Cib      | Caban    | Etznab   | Cauac    | Ahau     | Imix     | Ik       | Kan      | Akbal    |
| 9.ª  | Chicchan | Cimi     | Manik    | Lamat    | Muluc    | Oc       | Chuen    | Eb       | Ben      | Ix       | Men      | Cib      | Caban    |
| 10.ª | Etznab   | Cauac    | Ahau     | Imix     | Ik       | Kan      | Akbal    | Chicchan | Cimi     | Manik    | Lamat    | Muluc    | Oc       |
| 11.ª | Chuen    | Eb       | Ben      | Ix       | Men      | Cib      | Caban    | Etznab   | Cauac    | Ahau     | Imix     | Ik       | Kan      |
| 12.ª | Akbal    | Chicchan | Cimi     | Manik    | Lamat    | Muluc    | Oc       | Chuen    | Eb       | Ben      | Ix       | Men      | Cib      |
| 13.ª | Caban    | Etznab   | Cauac    | Ahau     | Imix     | Ik       | Kan      | Akbal    | Chicchan | Cimi     | Manik    | Lamat    | Muluc    |
| 14.ª | Oc       | Chuen    | Eb       | Ben      | Ix       | Men      | Cib      | Caban    | Etznab   | Cauac    | Ahau     | Imix     | Ik       |
| 15.ª | Kan      | Akbal    | Chicchan | Cimi     | Manik    | Lamat    | Muluc    | Oc       | Chuen    | Eb       | Ben      | Ix       | Men      |
| 16.ª | Cib      | Caban    | Etznab   | Cauac    | Ahau     | Imix     | Ik       | Kan      | Akbal    | Chicchan | Cimi     | Manik    | Lamat    |
| 17.ª | Muluc    | Oc       | Chuen    | Eb       | Ben      | Ix       | Men      | Cib      | Caban    | Etznab   | Cauac    | Ahau     | Imix     |
| 18.ª | Ik       | Kan      | Akbal    | Chicchan | Cimi     | Manik    | Lamat    | Muluc    | Oc       | Chuen    | Eb       | Ben      | Ix       |
| 19.ª | Men      | Cib      | Caban    | Etznab   | Cauac    | Ahau     | Imix     | Ik       | Kan      | Akbal    | Chicchan | Cimi     | Manik    |
| 20.ª | Lamat    | Muluc    | Oc       | Chuen    | Eb       | Ben      | Ix       | Men      | Cib      | Caban    | Etznab   | Cauac    | Ahau     |

Деяку подібність із календарем цолькін у європейському календарі має позначення дати числом місяця та днем тижня. Різниця в тому, що обидва відліки цолькіна подібні до тижня, і їхні «дні тижня» змінюються щодня (так, ніби після 1 січня йде 2 лютого і т. д.) Подібність у тому, що 13-денний «тиждень» цолькіна був не іменованим, а ось дні 20-денного «тижня» мали особливі значення. В античний час дні європейського тижня також мали сакральний зміст, а субота та неділя в деяких релігійних громадах зберегли цей сенс і нині.

## Назви, гліфи та тлумачення днів
У циклі довжини 20 кожен день мав назву, кілька графічних зображень — логограм чи гліфів та сакральний зміст.
| No. 1                                                                                  | Назва дня2 | Приклад гліфа для монументів3 | Приклад гліфа для кодексів4 | Юкатек XVI століття5 | Вимовакласичною мовою мая6 | Значення7                                                                             | Кіче8      |
| -------------------------------------------------------------------------------------- | ---------- | ----------------------------- | --------------------------- | -------------------- | -------------------------- | ------------------------------------------------------------------------------------- | ---------- |
| 01                                                                                     | Imix'      |                               |                             | Imix                 | Imix (?) / Ha' (?)         | Дракон; Земля або світ.                                                               | Imox       |
| 02                                                                                     | Ik'        |                               |                             | Ik                   | Ik'                        | Вітер, дихання, життя. Також насилля, блискавка.                                      | Iq'        |
| 03                                                                                     | Ak'b'al    |                               |                             | Akbal                | Ak'b'al (?)                | Ніч, темрява, пекло; світанок, захід.                                                 | Aq'ab'al   |
| 04                                                                                     | K'an       |                               |                             | Kan                  | K'an (?)                   | Кукурудза, достаток, багатство, сітка, павутина, вогонь.                              | K'at       |
| 05                                                                                     | Chikchan   |                               |                             | Chicchan             | (невідомо)                 | Небесна змія.                                                                         | Kan        |
| 06                                                                                     | Kimi       |                               |                             | Cimi                 | Cham (?)                   | Смерть, воскресіння.                                                                  | Kame       |
| 07                                                                                     | Manik'     |                               |                             | Manik                | Manich' (?)                | Олень, символ бога полювання.                                                         | Kej        |
| 08                                                                                     | Lamat      |                               |                             | Lamat                | Ek' (?)                    | Кролик, символ планети Венера, захід.                                                 | Q'anil     |
| 09                                                                                     | Muluk      |                               |                             | Muluc                | (невідомо)                 | Вода, символ води нефрит, дощ, жертва.                                                | Toj        |
| 10                                                                                     | Ok         |                               |                             | Oc                   | (невідомо)                 | Собака, провідник, який веде до сонця через морок потойбічного світу, справедливість. | Tz'i'      |
| 11                                                                                     | Chuwen     |                               |                             | Chuen                | (невідомо)                 | Мавпа, бог мистецтва та знання.                                                       | B'atz'     |
| 12                                                                                     | Eb'        |                               |                             | Eb                   | (невідомо)                 | Трава, що росте під дощем, зуб, шлях.                                                 | E'         |
| 13                                                                                     | B'en       |                               |                             | Ben                  | (невідомо)                 | Червоний або золотистий колір, турбота про врожай, достаток.                          | Aj         |
| 14                                                                                     | Ix         |                               |                             | Ix                   | Hix (?)                    | Ягуар, життєва сила.                                                                  | I´x, Balam |
| 15                                                                                     | Men        |                               |                             | Men                  | (невідомо)                 | Орел, птах, Місяць, свобода.                                                          | Tzikin     |
| 16                                                                                     | Kib'       |                               |                             | Cib                  | (невідомо)                 | Сова і гриф, птахи смерті ночі та дня. Також воск, душа й комаха.                     | Ajmaq      |
| 17                                                                                     | Kab'an     |                               |                             | Caban                | Chab' (?)                  | Землетрус, розум, мудрість, знання.                                                   | No'j       |
| 18                                                                                     | Etz'nab'   |                               |                             | Etznab               | (невідомо)                 | Ніж, також ритуальний кремінний ніж.                                                  | Tijax      |
| 19                                                                                     | Kawak      |                               |                             | Cauac                | (невідомо)                 | Буря, боги грому та блискавки.                                                        | Kawoq      |
| 20                                                                                     | Ajaw       |                               |                             | Ahau                 | Ajaw                       | Верховний правитель, сонце як бог.                                                    | Ajpu       |
| Легенда: 1. Кожний день асоціювався з низкою реальних об'єктів, явищ, уявлень і міфів. |            |                               |                             |                      |                            |                                                                                       |            |

## Походження
Археологічні пам'ятки дають змогу стверджувати, що цей календар виник у Мезоамериці не пізніше V століття до н. е. і його використовували інші народи паралельно, а можливо, й до мая. Щодо його походження є кілька версій, жодна з яких нині не є загальноприйнятою.
1. Відомо, що число 20 — основа позиційної системи числення мая, використовуваної для довгого календарного рахунку, а число 13 — перша та єдина ненульова цифра у «довгому» записі дати міфічного створення світу — 13.0.0.0.0. Можна припустити, що числа 20 і 13 у мая мали сакральний зміст. Помноживши ці числа, одержуємо 260.
2. Вінсент Мальстрем на основі ідей Селії Наттолл[en] пропонує астрономічну версію. На широті проживання мая сонце перебуває в зеніті приблизно 30 квітня та 12 серпня. Більший проміжок між цими датами дорівнює 260 а менший 105. Ця гіпотеза зустріла низку заперечень[10]. І нині мая садять кукурудзу наприкінці квітня — на початку травня, а збирають урожай на початку серпня, але це пов'язано із сезонною зміною опадів, а не з висотою сонця опівдні. До того ж, у мая для організації сільгоспробіт був сонячний календар хааб.
3. Зрештою, є навіть гіпотеза, що число 260 обрано, оскільки воно збігається з тривалістю вагітності у людей[11].

## Перевірка взаємозв'язку цолькіна з місячним календарем за сучасними параметрами орбіти місяця
Сучасна тривалість року — 365 днів.
Синодичний період обертання Місяця — 29,53 доби.
Сидеричний період обертання Місяця — 27,32 доби.
Розрахунок реліктового періоду обертання Місяця навколо Землі для реліктового року тривалістю 260 днів за цолькіном на підставі сучасних ппараметрів орбіт:
29,53х260/365=21,03 доби
27,32х260/365=19,46 доби
Таким чином, за Цолькіном: 20 днів — місячний місяць, 260/20 = 13 — кількість місячних місяців у році з 260 днів, що відповідають сучасному відношенню тривалостей земного року до місячного місяця:
365/29,53 = 12,36
365/27,32 = 13,36
260/20 = 13
З цього можна припустити, що цолькін — це реліктовий найдавніший місячний календар, коли рік тривав 260 днів. І найголовніші відстежувані тоді події — це молодик і повний місяць.